# Малиновий делішес
Малиновий делішес — сорт селекції Молдавського НДІ плодівництва та Нікітського ботсаду.
Плоди середнього та великого розміру, червоного кольору. Стиглість настає в середині вересня — жовтні.
Швидкоплідний сорт, урожайність висока — стабільна. Стійкість до парші, мучнистої роси — середня.
Дерево середьоросле з округлої кроною. Найкращі запилювачі Голден делішес та Салгірське.
Сорт поширений серед садівників-аматорів півдня України. В промисловому, інтенсивоному садівництві степової зони Криму.